# ديلورز جاونتلت
ديلورز جاونتلت (بالإنجليزية: Delores Gauntlett)‏ هي كاتِبة وشاعرة جامايكية، ولدت في 1949.